# Thomas Taylor, Baron Taylor of Gryfe
Thomas Johnston Taylor, Baron Taylor of Gryfe (* 27. April 1912 in Glasgow; † 13. Juli 2001 in St Andrews) war ein schottischer Politiker.

## Frühe Jahre
Thomas Taylor wurde Halbwaise im Alter von drei Jahren, als sein Vater starb; seine Mutter musste ihn und seine zwei Geschwister allein großziehen. Er besuchte die Bellahouston Academy in seinem Heimatort Glasgow und verließ die Schule mit 15 Jahren, um als Bürojunge bei der  Co-operative Wholesale Society zu arbeiten. 1931 bekam er ein Stipendium des Unternehmens, das ihn für ein Jahr nach Deutschland führte. Dort wurde er Mitglied der Jungsozialisten und beteiligte sich auch an Straßenkämpfern mit Anhängern der NSDAP. Nach der „Machtergreifung“ kehrte er nach Deutschland zurück und half bei der Flucht von acht österreichischen Oppositionspolitikern. Am Tage des Anschlusses Österreichs an Deutschland im März 1938 befand er sich in Wien und sah persönlich Joseph Goebbels.
Der Ausbruch des Zweiten Weltkriegs stürzte Taylor in ein moralisches Dilemma, einerseits war er überzeugter Pazifist, andererseits ein glühender Gegner von Hitler. Trotzdem verweigerte er den Wehrdienst; später wurde er Quäker. Er engagierte sich in der United Nations Relief and Rehabilitation Administration (UNRRA) und nahm nach dem Krieg großen Anteil am Wiederaufbau in Deutschland. 1992 wurde er dafür mit dem Großen Verdienstkreuz der Bundesrepublik Deutschland geehrt.

## Politische Karriere
Als junger Mann war Taylor Mitglied der Independent Labour Party (ILP) und wurde 1934, im Alter von 22 Jahren, in den Stadtrat von Glasgow gewählt, als damals jüngster Ratsherr. 1941 wurde er von der ILP bei Nachwahlen für das Unterhaus aufgestellt. Später trat er der Labour Party bei, dann der  Social Democratic Party, bis in den 1990er Jahren zu Labour zurückkehrte. Taylor war zunächst ein Gegner der schottischen Unabhängigkeitsbestrebungen, änderte seine Meinung später jedoch. Obwohl er sich 1993 gegen die Government's Railways Bill wandte, nach der die Eisenbahn privatisiert und aufgesplittet wurde, betonte er stets, dass er keine Einwände gegen Privatisierung generell habe.
1968 wurde Thomas Taylor zum Life Peer erhoben mit dem Titel Baron Taylor of Gryfe of Bridge of Weir in the County of Renfrew. Im House of Lords setzte er sich besonders den öffentlichen Zugang in die britischen Wälder ein.

## Weitere Aktivitäten
Taylor war Präsident der Co-operative Wholesale Society in Schottland, der Konsumgesellschaft, bei der er als junger Mann als Bürojunge gearbeitet hatte. Seine Modernierungsversuche nach amerikanischem Vorbild misslangen jedoch. Anschließend war er von 1970 bis 1976 Vorsitzender der britischen Forestry Commission. Von 1971 bis 1980 war er Aufsichtsratsvorsitzender der Scottish Railways und von einigen anderen Unternehmen, darunter von Morgan Grenfell in Schottland.